# Ski Classics
Ski Classics (także Visma Ski Classics) – coroczny cykl zawodów w długodystansowych biegach narciarskich rozgrywanych techniką klasyczną. Liczba biegów w cyklu na przestrzeni lat wahała się od sześciu do trzynastu. Pierwsza edycja odbyła się w 2011 roku, a jej zwycięzcami wśród mężczyzn był Czech Stanislav Řezáč, a wśród kobiet Szwajcarka Seraina Boner.

## Punktacja
Punkty zdobywa czołowa pięćdziesiątka zawodników według poniższego zestawienia. 
| miejsce | 1   | 2   | 3   | 4   | 5   | 6  | 7  | 8  | 9  | 10 | 11 | 12 | 13 | 14 | 15 | 16 | 17 | 18 | 19 | 20 | 21 | 22 | 23 | 24 | 25 | 26 | 27 | 28 | 29 | 30 |
| punkty  | 200 | 170 | 140 | 120 | 100 | 95 | 90 | 85 | 80 | 75 | 70 | 66 | 62 | 58 | 54 | 50 | 47 | 44 | 41 | 38 | 35 | 33 | 31 | 29 | 27 | 25 | 24 | 23 | 22 | 21 |

| miejsce | 31 | 32 | 33 | 34 | 35 | 36 | 37 | 38 | 39 | 40 | 41 | 42 | 43 | 44 | 45 | 46 | 47 | 48 | 49 | 50 |
| punkty  | 20 | 19 | 18 | 17 | 16 | 15 | 14 | 13 | 12 | 11 | 10 | 9  | 8  | 7  | 6  | 5  | 4  | 3  | 2  | 1  |

## Klasyfikacje końcowe

### Kobiety
| Sezon     | 1. miejsce               | 2. miejsce                    | 3. miejsce               |
| --------- | ------------------------ | ----------------------------- | ------------------------ |
| 2011      | Seraina Boner            | Jenny Hansson Susanne Nyström | -                        |
| 2012      | Jenny Hansson            | Susanne Nyström               | Seraina Boner            |
| 2013      | Seraina Boner            | Laila Kveli                   | Jenny Hansson            |
| 2014      | Seraina Boner            | Laila Kveli                   | Susanne Nyström          |
| 2014/2015 | Kateřina Smutná          | Seraina Boner                 | Britta Johansson Norgren |
| 2015/2016 | Britta Johansson Norgren | Seraina Boner                 | Kateřina Smutná          |
| 2016/2017 | Britta Johansson Norgren | Kateřina Smutná               | Astrid Øyre Slind        |
| 2017/2018 | Britta Johansson Norgren | Kateřina Smutná               | Lina Korsgren            |
| 2018/2019 | Britta Johansson Norgren | Astrid Øyre Slind             | Kateřina Smutná          |
| 2019/2020 | Britta Johansson Norgren | Kari Vikhagen Gjeitnes        | Kateřina Smutná          |
| 2021      | Lina Korsgren            | Ida Dahl                      | Emilie Fleten            |
| 2021/2022 | Britta Johansson Norgren | Ida Dahl                      | Astrid Øyre Slind        |
| 2022/2023 | Ida Dahl                 | Magni Smedås                  | Emilie Fleten            |
| 2023/2024 | Emilie Fleten            | Kati Roivas                   | Magni Smedås             |
| 2024/2025 | Anikken Gjerde Alnæs     | Emilie Fleten                 | Stina Nilsson            |

### Mężczyźni
| Sezon     | 1. miejsce          | 2. miejsce          | 3. miejsce           |
| --------- | ------------------- | ------------------- | -------------------- |
| 2011      | Stanislav Řezáč     | Jerry Ahrlin        | Anders Aukland       |
| 2012      | Anders Aukland      | Stanislav Řezáč     | Jörgen Brink         |
| 2013      | Anders Aukland      | Jørgen Aukland      | Stanislav Řezáč      |
| 2014      | Johan Kjølstad      | John Kristian Dahl  | Simen Østensen       |
| 2014/2015 | Petter Eliassen     | Anders Aukland      | Tord Asle Gjerdalen  |
| 2015/2016 | Petter Eliassen     | Tord Asle Gjerdalen | John Kristian Dahl   |
| 2016/2017 | Tord Asle Gjerdalen | Petter Eliassen     | Andreas Nygaard      |
| 2017/2018 | Tord Asle Gjerdalen | Andreas Nygaard     | Morten Eide Pedersen |
| 2018/2019 | Andreas Nygaard     | Petter Eliassen     | Tord Asle Gjerdalen  |
| 2019/2020 | Andreas Nygaard     | Tord Asle Gjerdalen | Stian Hoelgaard      |
| 2021      | Emil Persson        | Tord Asle Gjerdalen | Oskar Kardin         |
| 2021/2022 | Andreas Nygaard     | Emil Persson        | Max Novak            |
| 2022/2023 | Emil Persson        | Andreas Nygaard     | Max Novak            |
| 2023/2024 | Johan Hoel          | Kasper Stadaas      | Andreas Nygaard      |
| 2024/2025 | Ole Jørgen Bruvoll  | Johan Tjelle        | Amund Hoel           |